# Саранский Петровский мужской монастырь
Саранский Петровский мужской монастырь — монастырь, существовавший в Саранске в XVII—XVIII веках.

## История
Основан в первой половине 1660-х годов. Располагался неподалеку от Троицкой церкви.
В 1764 году в ходе ревизии российских монастырей Петровский монастырь был определён штатным и получил государственное содержание, а остальные монастыри города выведены за штат. Основным аргументом за назначение штатным монастырём было наличие у обители крепостных крестьян. Однако, Ильинский монастырь имел более выгодное расположение (в 30 саженях от кремля), и решением от 5 марта 1775 Синод перевёл в Ильинскую обитель монахов трёх других монастырей, включая Петровский. Ильинский монастырь при этом получал наименование Петропавловского. К 1790 году почти все здания Петровского монастыря были перенесены в Ильинский, а оставшиеся строения были уничтожены в пожаре 22 августа 1791 года. Через некоторое время бывшее пепелище было заселено местными жителями. На 2022 год, это угол улиц Коммунистической и Володарского.